# Col du Longet
Col du Longet (2647 m n.p.m., według innych źródeł również 2646 m n.p.m.) – przełęcz w Alpach Kotyjskich, w ich głównym grzbiecie wododziałowym, wyznaczającym granicę państwową francusko-włoską.
Usytuowana jest pomiędzy szczytami Tête des Toillies (3 175 m n.p.m., na północy) i Bric de Rubren (3 340 m n.p.m., na południu). Jej wschodnie, włoskie stoki opadają ku dolinie Varaita di Chianale, natomiast zachodnie, francuskie – ku dolinie Ubaye. Droga jezdna po stronie francuskiej kończy się w Maurin-Maljasset, przysiółku Saint-Paul-sur-Ubaye położonym ok. 15 km. od przełęczy, natomiast po stronie włoskiej – w wiosce Chianale, ok. 5 km od siodła przełęczy.
Po obu stronach siodła przełęczy leży kilka niewielkich jeziorek: Lac du Longet i Lac du Loup po stronie francuskiej oraz Lac Bes, Lac Bleu i Lago Nero po stronie włoskiej. Pierwsze z nich (Lac du Longet) uznawane jest jako początek rzeki Ubaye.
Przełęcz nie ma znaczenia komunikacyjnego. Prowadząca przez nią łatwa ścieżka wykorzystywana jest natomiast przez turystów, korzystających ze schronu turystycznego (wł. Rifugio Longet) usytuowanego po włoskiej (wschodniej) stronie siodła przełęczy. Z siodła przełęczy rozciąga się interesujący widok na masyw Monte Viso.